# Kinematografija Niša
Kinematografija kao proces proizvodnje, distribucije i prikazivanja filmova beležila je konstantan progres u Srbiji. To je prouzrokovalo da Niš postane grad filmskih dešavanja. Do današnjeg dana Niš je bio centar nekoliko filmskih radnji zabavnih i dokumentarnih  filmova. U Nišu postoji takođe i nekoliko bioskopa u kojima se prikazuju aktuelni filmovi domaće i strane filmske produkcije.

## Filmovi snimljeni u Nišu[1]
- „Zona Zamfirova“ po istoimenom romanu Stevana Sremca
- „Lager Niš“ domaći film
- „Kraljevina Srbija“ dokumentarni film
- „Jack the balkans & i“

## Bioskopi u Nišu
- Kupina — koji se nalazi u Balkanskoj br. 2 je u potpunosti renoviran nekadašnji bioskop „Radnik“. Sadrži dve sale kapaciteta 150 i 100 mesta.
- Vilin Grad — bioskop otvoren 18. aprila 2012. godine koji se nalazi u Obrenovićevoj br. 19 i sadrži dve  bioskopske sale.
- 5D bioskop — bioskop sa specijalnim efektima kiše, snega, vetra i mirisa u određenim situacijama koji se nalazi u Ulici Genarala Milojka Lešjanina br. 1.

## Manifestacije
Filmski susreti — Niš je manifestacija koja se održava svake godine tokom poslednje nedelje avgusta. Ovaj jedinstven događaj okuplja filmsku elitu Srbije. Festival nema samo takmičarski karakter, već predstavlja jedinstvenu priliku za posetioce i glumce da provedu nezaboravne dane u filmskom duhu i prijatnoj atmosferi letnje pozornice u niškoj tvrđavi.